# Alma Lucía Ezcurra Almansa
Alma Lucía Ezcurra Almansa (Madrid, 11 de desembre de 1986) és una política espanyola. Exdiputada de l'Assemblea de Madrid, és eurodiputada des del 2024.

## Biografia
Va néixer a Madrid el 1986. Després d'estudiar l'educació bàsica i el batxillerat en el madrileny col·legi de María Inmaculada, es va llicenciar en Dret en la Universitat Autònoma de Madrid (2004) i va completar la seva formació acadèmica amb un màster en Dret mercantil, en el Centre d'Estudis Garrigues.
Va iniciar la seva activitat professional treballant com a analista júnior a la Fundació per a l'Anàlisi i els Estudis Socials; i va continuar-hi com a assessora en els gabinets de: Ana Botella, a l'Ajuntament de Madrid (gener-juny 2012), i Javier Fernández Lasquetty, conseller de Sanitat, a la Comunitat de Madrid (juny de 2012-març de 2014).
Posteriorment, va fer el salt a l'administració central, en ser nomenada directora del Departament d'Educació, Ciència, Cultura i Esport del Gabinet de Presidència de Mariano Rajoy (maig 2014-juny 2018). Més tard, va ser assessora del Grup Parlamentari Popular i de la Vicepresidència del Congrés dels Diputats (setembre 2018-maig 2019), i assessora del Grup Parlamentari Popular (març-juny 2023). Anteriorment, va passar per l'empresa privada, com a directora d'assumptes públics de la consultora Lasker (gener 2021-març 2023).
Després de les eleccions autonòmiques de 2023 Ezcurra Almansa va ser elegida diputada autonòmica madrilenya, pel Partit Popular. El novembre de 2023 va pronunciar un discurs contra la Llei d'amnistia de 2023 durant el ple de l'Assemblea de Madrid, que va arribar a fer-se viral.